# Santa Quitació
La Santa Quitació és el nom que pren la reivindicació de banda del moviment agermanat de Mallorca d'un nou règim fiscal que dugui a la redempció dels censals mitjançant el retorn als creditors censalistes del capital prestat, prioritzant aquesta acció sobre el pagament de pensions i interessos endarrerits. Aquest objectiu va esdevenir el nucli central de les demandes agermanades, amb un clar enfrontament amb l'oligarquia urbana que, com a posseïdora de molts dels censals sobre els comptes de la Universitat, sempre es va oposar a les mesures de quitació del deute de manera immediata.